# Cochlefelis insidiator
Cochlefelis insidiator är en fiskart som först beskrevs av Kailola 2000.  Cochlefelis insidiator ingår i släktet Cochlefelis och familjen Ariidae. IUCN kategoriserar arten globalt som otillräckligt studerad. Inga underarter finns listade i Catalogue of Life.